# Петио, Марсель
Марсе́ль Андре́ Анри́ Фели́кс Петио́ (фр. Marcel André Henri Félix Petiot; 17 января 1897 — 25 мая 1946) — французский врач и серийный убийца. Был осуждён за многочисленные убийства после обнаружения останков 26 человек в своём собственном доме в Париже. Петио подозревается в убийстве более чем 60 человек на протяжении своей жизни. Был казнён за свои преступления.

## Ранние годы
Петио родился 17 января 1897 года во французском городе Осере. Позднее были высказаны различные предположения об истоках преступных побуждений Петио, основанные на фактах из детской и подростковой жизни. Однако не ясно, происходили ли эти события в действительности, или были придуманы. При этом точно установлено, что 26 марта 1914 года он был признан психически нездоровым человеком. Также примечательным фактом биографии является то, что его многократно исключали из школы. Своё образование он закончил в специальной академии в Париже в июле 1915 года.
В январе 1916 года во время Первой мировой войны Петио был мобилизован во французскую пехоту. В Эне он был ранен и отравлен газом. После этого его демобилизовали из-за симптомов психического срыва. Петио направили в различные дома отдыха, где он был арестован за кражу из армии одеял и заключен в тюрьму в Орлеане. В психиатрической больнице во Флери-лез-Обре он был вновь диагностирован с различными психическими заболеваниями, но был возвращен на фронт в июне 1918 года. Через три недели Петио снова вернули с фронта, после того как он выстрелил себе в ногу, но он был прикомандирован к новому полку уже в сентябре.

## Медицинская практика
После войны Петио поступил на ускоренную программу обучения, предназначенную для ветеранов войны. Он получил медицинское образование за восемь месяцев и пошел работать интерном в психиатрическую больницу в Эврё. Степень доктора медицины Петио получил в декабре 1921 года и переехал в Вильнёв-Сюр-Ион, где получал оплату за свои услуги как со стороны пациентов, так и стороны правительства. К тому моменту он начинает использовать наркотики в своей деятельности. Работая в Вильнёв-Сюр-Ионе, Петио приобретает сомнительную медицинскую репутацию из-за распространения наркотиков и выполнения незаконных абортов.
Предположительно, первой жертвой Петио могла стать Луиза Делаво, дочь пожилого пациента, с которой он состоял в связи в 1926 году. Делаво исчезла в мае, и соседи позже сказали, что видели, как Петио загружал какой-то сундук в свою машину. Однако полиция провела расследование и решила, что Луиза просто сбежала из дома. В том же году Петио участвовал и победил в выборах мэра города. Придя к власти, он занялся присвоением средств из городской казны. В 1927 году Петио женился, а в следующем году у него родился сын.
Местный префект получал многочисленные жалобы о кражах и теневых финансовых сделках Петио. Его деятельность в качестве мэра города, в конце концов, была приостановлена в 1931 году, после чего он ушёл в отставку. В знак солидарности сельский совет также подал в отставку. Пять недель спустя, 18 октября, он был избран в качестве советника по району Йонна. В 1932 году он был обвинен в краже электроэнергии из Вильнёв-Сюр-Ионе, и потерял своё место в Совете. К тому времени Петио уже переехал в Париж.
В Париже Петио приобрёл впечатляющую репутацию за свою практику на Rue De Caumartin. Однако уже тогда ходили слухи о незаконных абортах и открытом выписывании им препаратов, вызывающих привыкание. В 1936 году он получил право составлять свидетельства о смерти. В этом же году он был ненадолго задержан за клептоманию, но в следующем году был освобожден. При этом он по-прежнему продолжал уклоняться от уплаты налогов.

## Вторая мировая война
После начала Второй мировой войны и оккупации Франции Петио стал предоставлять ложные медицинские свидетельства для французов, которые должны были быть отправлены в Германию для принудительного труда, а также занимался лечением возвращенных из Германии работников. В июле 1942 года его оштрафовали на 2400 франков за назначение наркотиков. При этом двое наркоманов, которые свидетельствовали против него, исчезли. По своим собственным словам, он разработал тайное оружие, которое убивало немцев, не оставляя улик. В связи с этим он якобы встречался с командованием союзников, а также работал с (несуществующей) группой по борьбе с испанскими фашистами.
Наиболее прибыльной деятельностью Петио было создание ложного маршрута побега из Франции. Эта операция проходила под кодовым именем «доктор Эжен». Петио утверждал, что он мог бы организовать побег в Аргентину или в другие страны Южной Америки через Португалию. За организацию побега он брал 25 000 франков, независимо от того, были ли сбегающие евреями, бойцами Сопротивления или обычными преступниками. Его помощниками были Рауль Фуррье, Эдмон Пинтар и Рене-Густаве Низонде, которые находили людей, интересующихся побегом за границу. Он говорил жертвам, что аргентинские власти требуют от иммигрантов сделать прививки, и вводил им цианид.
Сначала Петио сбрасывал тела в Сену, но потом стал уничтожать останки тел путём погружения их в негашеную известь или сжигая их.
Тем не менее его деятельность незамеченной не осталась. К апрелю 1943 года гестапо имело полное представление о его «маршруте». Агент гестапо Роберт Йодкум вынудил заключённого Ивана Дрейфуса пойти на сближение с подозрительной группой, но тот попросту исчез. Позднее другому агенту удалось в неё проникнуть, и Фуррье, Пинтар и Низонде были арестованы. Под пытками они признались, что «доктор Эжен» — это Марсель Петио. Низонде впоследствии отпустили, но остальные члены группы пробыли в заключении восемь месяцев за попытку содействия побегу евреев. Но даже под пытками они не могли опознать ни одного члена движения Сопротивления, поскольку на самом деле никого не знали. В январе 1944 года гестапо всех отпустило на волю.

## Разоблачение и суд
11 марта 1944 г. соседи пожаловались на неприятный запах из трубы пустовавшего дома на улице Лё Сюёр, принадлежавшего Петио. В дом зашли полицейские и обнаружили в подвале, занятом котельной, полусожжённые фрагменты человеческих тел. Кроме того, с декабря 1941 г. по май 1943 г. в разных частях Парижа находили фрагменты человеческих тел, которые имели в крови следы наркотика и яда кураре. После того, как эти находки перестали появляться, сыщики решили, что неизвестный серийный убийца покончил с собой. Теперь было сделано предположение, что он перестал разбрасывать человеческие останки в мае 1943 г. только потому, что нашел более удобный способ избавления от них. Петио был объявлен в розыск. К лету 1944 г. криминалисты пришли к убеждению, что обнаруженные останки принадлежат по меньшей мере 63 мужчинам, женщинам и детям. В доме на улице Лё Сюёр также были найдены различные документы жертв, по ним полиция установила личности 27 человек.
24 августа 1944 года Париж был освобождён от немецкой оккупации, и весь штат уголовной полиции был арестован по обвинению в пособничестве и сотрудничестве с оккупантами.
Петио начал рассылать в редакции парижских газет письма, в которых утверждал, что он — активный участник движения Сопротивления, что немцы, стремясь вскрыть возглавляемую Петио подпольную сеть, отпустили его на свободу и параллельно организовали «обнаружение» трупов на улице Лё Сюёр, 21, чтобы скомпрометировать его в глазах товарищей — подпольщиков.
Письма Петио привлекли к себе немалое внимание и новый штат уголовной полиции продолжил расследование его дела. При проверке документов был задержан брат Марселя Петио Морис. Его подвергли многосуточным непрерывным допросам и он рассказал, что во время нахождения под следствием Марселю было разрешено встречаться с родными и во время одной из таких встреч Марсель сумел в иносказательной форме передать Морису просьбу зайти на улицу Лезер и вынести оттуда все личные вещи, какие тот обнаружит в тайниках. Морис отправился в особняк и перевез все найденные там вещи к своим друзьям. У этих друзей полиция провела обыски и обнаружила многочисленные предметы одежды и обуви.
31 октября 1944 г. жандарм Шарль Донье возле парижской станции метро «Сен-Манде — Турель» задержал для проверки документов человека, предъявившего удостоверение капитана французской армии Анри Валери Ваттервальда. Он был похож на Марселя Петио, фотографии которого к тому времени были развешены во всех полицейских комиссариатах и жандармских отделениях. У задержанного были обнаружены удостоверения личности на разные имена. По четырём из них он являлся мужчиной, а по одному — женщиной. 2 ноября 1944 г. очная ставка с супругой и братом доказала, что задержанный является Марселем Петио. Выяснилось, что он под именем погибшего участника Сопротивления Ваттервальда устроился на службу в военную контрразведку.
Марсель Петио утверждал на допросах, что в доме на улице Лё Сюёр, 21 он убил 18 врагов Франции по приказу Движения Сопротивления.
К суду были привлечены как Марсель Петио, так и его брат Морис. На суде Марсель Петио рассказал о способе убийства тех 18 человек, в убийстве которых он признался. По его словам, он предлагал им выпить крепкий кофе, в который был подмешан концентрированный морфий. Выпив кофе с морфием, жертвы засыпали, после этого Петио делал уснувшим людям инъекцию кураре. Затем он раздевал тела и переносил их в конюшню, где опускал в яму с негашеной известью под плитами пола. Если посетители отказывались от кофе, Петио делал им якобы прививки от тропической лихорадки или тифа. Если его жертва была одна, он сразу вводил яд; в ином случае сначала делалась инъекция снотворного препарата, а потом следовал яд.
28 марта 1946 г. суд присяжных признал Марселя Петио виновным в убийствах и приговорил к смертной казни. Приговор был приведен в исполнение путём гильотинирования 25 мая 1946 года. Брат Марселя Петио Морис был оправдан за недоказанностью обвинения.
В 1990 году французский кинорежиссёр Кристиан Шалонж снял художественный фильм «Доктор Петио» с Мишелем Серро в главной роли.